# هیجه‌منی (قمر)
هیجه‌منی ((به انگلیسی: Hegemone)، (یونانی: Ηγεμόνη) که با نام ژوپیت هم خوانده می‌شود، از قمرهای سیاره مشتری است. این قمر در سال۲۰۰۳ توسط تیمی از ستاره شناسان دانشگاه هاوایی به رهبری اسکات اس.شپرد و همکاران کشف شد؛ و با نام موقت اس/۲۰۰۳جی۸ نامگذاری شد.
هیجه‌منی حدود۳ کیلومتر قطر دارد. متوسط مدارش ۲۳٬۷۰۳ مگامتر است و دوره آن ۷۴۵٫۵۰۰ روز بوده و انحراف آن ۱۵۳ درجه نسبت به دائرةالبروج و (۱۵۱ درجه نسبت به استوای مشتری) است. حرکت این قمر رجوعی و خروج از مرکز مدار آن ۰٫۴۰۷۷ است.
در ماه مارس ۲۰۰۵ به نام هیجه‌منی، یکی از خاریتسها و دختر زئوس (ژوپیتر) نامگذاری شد.
این قمر به گروه پاسیفه تعلق دارد که قمرهای نامنظمی دارد که با حرکت مخالف گرد و فاصله بین ۲۲٫۸ و ۲۴٫۱ گیگا متر وانحراف ۱۴۴٫۵° و ۱۵۸٫۳ درجه بدور مشتری می‌چرخند.